# کانرزویل (ایندیانا)

موقعیت در ایندیانا

کانرزویل (به انگلیسی: Connersville) شهری در ایالت ایندیانا، ایالات متحده آمریکا است.

## جغرافیا
کانرزویل در موقعیت ۳۹°۳۹′۱۴″ شمالی ۸۵°۸′۱۶″ غربی / ۳۹٫۶۵۳۸۹°شمالی ۸۵٫۱۳۷۷۸°غربی قرار گرفته است. این شهر مساحتی در حدود ۲۱٫۱ کیلومتر مربع دارد. در سرشماری سال ۲۰۰۰، جمعیت این شهر ۱۵٬۴۱۱ نفر اعلام شد.